# Medalha Charles Goodyear
A Medalha Charles Goodyear (em inglês:  Charles Goodyear Medal) é a mais significativa condecoração conferida pela American Chemical Society, divisão borracha ("Rubber Division"). Estabelecida em 1941, é denominada em memória de Charles Goodyear, o descobridor da vulcanização, consistindo em uma medalha de ouro, um certificado emoldurado e uma compensação financeira. A medalha homenageia indivíduos por "invenções de destaque, inovações ou desenvolvimentos que resultaram em mudanças significativas ou contribuições para a indústria da borracha".

## Recipientes

### 1940
- 1941 David Spence
- 1942 Lorin Beryl Sebrell
- 1944 Waldo Semon
- 1946 Ira Williams
- 1948 George Oenslager
- 1949 Harry Linn Fisher

### 1950
- 1950 Carroll Campbell Davis
- 1951 William C. Geer
- 1952 Howard Ensign Simmons
- 1953 John Twiss Blake
- 1954 George Stafford Whitby
- 1955 Ray P. Dinsmore
- 1956 Sidney Marsh Cadwell
- 1957 Arthur W. Carpenter
- 1958 Joseph Cecil Patrick
- 1959 Fernley Hope Banbury

### 1960
- 1960 William B. Wiegand
- 1961 Herbert A. Winklemann
- 1962 Melvin Mooney
- 1963 William J. Sparks
- 1964 Arthur E. Juve
- 1965 Benjamin S. Garvey
- 1966 E. A. Murphy
- 1967 Norman Bekkedahl
- 1968 Paul J. Flory
- 1969 Robert M. Thomas

### 1970
- 1970 Samuel D. Gehman
- 1971 Harold J. Osterhof
- 1972 Frederick W. Stavely
- 1973 Arnold M. Collins
- 1974 Joseph C. Krejci
- 1975 Otto Bayer
- 1976 Earl L. Warrick
- 1977 James D. D'Ianni
- 1978 Frank Herzegh
- 1979 Francis P. Baldwin

### 1980
- 1980 Samuel E. Horne, Jr.
- 1981 John D. Ferry
- 1982 Adolf Schallamach
- 1983 J. Reid Shelton
- 1984 Herman E. Schroeder
- 1985 Maurice Morton
- 1986 Leonard Mullins
- 1987 Norman R. Legge
- 1988 Herman F. Mark
- 1989 Jean-Marie Massoubre

### 1990
- 1990 Alan N. Gent
- 1991 Edwin J. Vandenberg
- 1992 Ronald Rivlin
- 1993 Leo Mandelkern
- 1994 Alan G. Thomas (scientist)
- 1995 Aubert Y. Coran
- 1996 Siegfried Wolff
- 1997 Adel F. Halasa
- 1998 Jean-Baptiste Donnet
- 1999 James E. Mark

### 2000
- 2000 Jack L. Koenig
- 2001 Yasuyuki Tanaka
- 2003 Graham J. Lake
- 2006 Robert F. Landel
- 2007 Karl A. Grosch
- 2008 Joseph P. Kennedy
- 2009 James L. White

### 2010
- 2010 Edward Kresge
- 2011 Joseph Kuczkowski
- 2012 C. Michael Roland
- 2013 Russell A. Livigni
- 2014 Alan D. Roberts
- 2015 Sudhin Datta
- 2016 Georg Bohm
- 2017 Judit Puskas